# العمل التجاري بشأن تغير المناخ
يقوم العمل التجاري المتعلق بتغير المناخ بمجموعة من الأنشطة التي تهتم بموضوع الاحتباس الحراري في محاولة للتأثير على القرارات السياسية المتعلقة بالاحترار العالمي مثل اتفاقية كيوتو. تلعب كبرى الشركات متعددة الجنسيات دوراً مهماً إلى حد ما في سياسات الاحترار العالمي بشكل خاص في الولايات المتحدة من خلال الضغط على الحكومة وتمويل الذين يكافحون الاحتباس الحراري ومن ينكرون حقيقة حصوله. تلعب هذه الأعمال أيضاً دوراً رئيسياً في التخفيف من ظاهرة الاحتباس الحراري من خلال الاستثمار في البحث عن تكنولوجيات الطاقة البديلة وتطبيق تدابير كفاءة الطاقة. (انظر عمل فردي وسياسي بشأن التغير المناخي)

## نظرة عامة
نشأ تحالف المناخ العالمي في الولايات المتحدة عام 1989 بعد تعاون بين صناع البترول والسيارات والرابطة الوطنية للمصنعين من أجل معارضة الإجراءات الإلزامية التي فرضتها الحكومة لمعالجة ظاهرة الاحتباس الحراري. مولت الشركات الصناعية حملات إعلانية بقيمة وصلت لـ 13 مليار دولار في الفترة التمهيدية للتصويت والذي حقق أغلبية ساحقة في مجلس الشيوخ ضد التصديق على اتفاقية كيوتو.
نشرت صحيفة النيويورك تايمز عام 1998 مذكرة معهد البترول الأمريكي منوهة إلى إستراتيجية هادفة لتحقيق «الاعتراف بعدم اليقين كجزء من المعرفة التقليدية» كما نُشرت مذكرة من قبل شركة براون أند ويليامسون للتبغ في أواخر الستينيات والتي نوهت فيها أيضاً إلى أن «الشك هو منتجنا لأنه أفضل وسيلة للتنافس مع الاعتقادات الموجودة في ذهن عامة الناس، كما يُعتبر وسيلة لخلق الجدال في حال عدم وجوده». كان جيفري سالمون المدير التنفيذي لمعهد جورج سي مارشال من بين المشاركين في المذكرة بالإضافة لستيفن ميلوي والمعلق البارز بمعهد المؤسسات التنافسية مايرون إيبيل، استقال محامي المعهد السابق فيليب كوني من منصبه في البيت الأبيض في يونيو 2005 بعد أن تعرض لاتهامات بالتلاعب بالتقارير العلمية بسبب دوافع سياسية.
اعتبرت دول مجلس التعاون الخليجي في عام 2002 أن عملها ضد اللوائح المتعلقة بالاحترار العالمي في الولايات المتحدة كان ناجحاً لدرجة أنه تم إيقافه، بالرغم من أن فقدان بعض الأعضاء البارزين كان عاملاً أيضاً مهماً لإيقافه.
غيّرت العديد من شركات صناعة السيارات منذ عام 1989 موقفها الذي أنكر الإجماع السياسي والعلمي لمحاربة تغير المناخ وتقرير اتفاقية كيوتو وتقرير التقييم الثاني والثالث للفريق الدولي المعني بتغير المناخ. تشمل هذه الشركات شركات البترول الكبرى مثل رويال داتش شل وتكساكو وبي بي وكذلك شركات صناعة السيارات مثل فورد وجينرال موتورز وديملر كرايسلر. انضم بعض هؤلاء لمركز حلول المناخ والطاقة والذي كان يعرف سابقاً باسم مركز بيو المعني بتغير المناخ العالمي وهي منظمة غير ربحية تهدف لدعم الجهود المبذولة من أجل التصدي لتغير المناخ العالمي.
يعمل مشروع الكشف عن الكربون منذ عام 2000 بالتعاون مع الشركات الكبرى والمستثمرين من أجل الكشف عن انبعاثات الكربون لأكبر الشركات، نشر سي دي بي بيانات الانبعاثات بحلول عام 2007 وشملت 2400 من أكبر الشركات حول العالم إذ مثل المستثمرون المؤسسون البيانات الرئيسية بأصول مجمعة بقيمة 41 تريليون دولار. حقق ضغط هؤلاء المستثمرين بعض النجاح في العمل مع الشركات المعنية من أجل تقليل الانبعاثات.
دعا مجلس الأعمال العالمي للتنمية المستدامة وهي جمعية يرأسها المديرون التنفيذيون لحوالي 200 شركة من جنسيات متعددة الحكومات للاتفاق على أهداف عالمية واقترح أنه من الضروري تخفيض الانبعاثات بنسبة 60-80% من المستويات الحالية بحلول 2050.
ظهر دعم اتفاق باريس للمناخ والتي ظهرت في 4 نوفمبر 2016 في مجتمع الأعمال عام 2017 بعد انتخاب دونالد ترامب رئيساً للولايات المتحدة.

## ائتلاف المناخ العالمي
الائتلاف العالمي للمناخ (1909-2002)، منظمة مركزية تعمل في مجال إنكار أهمية المناخ وتتألف من الشركات التجارية الرئيسية في الولايات المتحدة والتي تعارض اتخاذ إجراءات فورية لخفض انبعاثات الغازات الدفيئة. موّل هذا الائتلاف المنكرين مع دعمهم بأوراق اعتماد علمية ليصبحوا متحدثين رسميين الأمر الذي أمّن صوتاً للقطاع بشأن تغيير المناخ وقد حاربوا اتفاقية كيوتو. ذكرت صحيفة النيويورك تايمز أنه حتى عندما عمل التحالف للتأثير على الرأي «نحو الإنكار» نصحهم الخبراء العلميون والفنيون العاملون بهذا المجال بأن المعلومات التي تؤكد على دور الغازات الدفيئة في ظاهرة الاحتباس الحراري لا يمكن دحضها.
تسارع معدل انسحاب أعضاء الشركات في عام 2000 عندما أصبحوا هدفاً لحملة مساءلة وطنية أدارها جون باساكانتادو وفيل رادفورد بالتعاون مع منظمة أوزون أكشن. نشرت صحيفة نيويورك تايمز أن شركة فورد موتور تُعتبر أول علامة على حدوث انقسامات داخلية بين العاملين في مجال الصناعات الثقيلة حول كيفية الاستجابة للاحتباس الحراري، عندما كانت أول شركة تغادر التحالف، وتخلت بعد ذلك وتحديداً في ديسمبر 1999 ومارس 2000 دايملر كرايسلر وتكساكو بالإضافة للشركة الجنوبية وجنرال موتورز عن دول مجلس التعاون الخليجي التي سعت لإيقاف القرارات الداعمة للبيئة. أُغلقت المنظمة بعد ذلك عام 2002، أو أصبحت «غير نشطة» كما وُصفت.

## شركات الطاقة

### إكسون موبيل
كانت شركة إكسون موبيل شركة رائدة في عالم الأعمال لمواجهة قضية تغير المناخ إذ قدمت تمويلاً كبيراً لعدة منظمات من أجل إنكار مشكلة الاحتباس الحراري. أحصت ماذر جونز حوالي 40 منظمة مولتها إكسون «إما أنها سعت لتقويض النتائج السائدة بشأن تغير المناخ العالمي أو أنها حاولت الحفاظ على ارتباطاتها مع مجموعة من العلماء المنكرين والذين يواصلون القيام بذلك». تلقّت هذه المنظمات بين عامي 2000 و2003 تمويلاً قُدر بثمانية ملايين دولارات.
كما لعبت دوراً كبيراً في التأثير على سياسة إدارة بوش للطاقة بما في ذلك اتفاقية كيوتو إذ أنفقت 55 مليون دولاراً للضغط على القرارات منذ عام 1999 وامتلكت اتصالات مباشرة مع كبار السياسيين بالإضافة إلى أنها كانت عضواً قيادياً في الائتلاف العالمي للمناخ، وقد شجعت وساعدت في عام 2002 على استبدال روبيرت واتسون رئيس الفريق الحكومي الدولي المعني بقضية تغير المناخ وعادت لتنفق 100 مليون دولار على المشروع العالمي للمناخ والطاقة بالتعاون مع جامعة ستانفورد وبرامج أخرى في مؤسسات أخرى مثل معهد ماساتشوستس للتكنولوجيا وجامعة كارنيجي ميلون والوكالة الدولية لبحوث وتطوير غازات الاحتباس الحراري والتابعة للوكالة الدولية للطاقة.
تلقت بعض أنشطة شركة إكسون في مجال التغير المناخي انتقادات قوية من بعض المجموعات البيئية بما في ذلك المنشور الصادر عن حملة أوقفوا إسو والذين نشروا ملصقاً مكتوب عليه «لا تشترِ من إسو» متضمناً يد نمر تحرق الأرض للتعبير على أن انبعاثات ثاني أكسيد الكربون التي تنتجها هذه الشركة أعلى بأكثر من 50% من انبعاثات شركة بريتيش بتروليوم البريطانية المنافسة بالرغم من أن إنتاج الشركة من النفط لا يفوقها بالشكل الكثير.
تسببت إكسون موبيل وأسلافها وفقاً لدراسة أُجريت عام 2004 بتكليف من مجموعة أصدقاء الأرض بنسبة 4.7 وحتى 5.3% من انبعاثات ثاني أكسيد الكربون التي صنعها الإنسان في العالم بين عامي 1882 وحتى 2002، واقترحت المجموعة أن مثل هذه الدراسات يمكن أن تشكل الأساس القانوني لاتخاذ إجراءات ضدهم في نهاية المطاف.

### شركة بريتيش بتروليوم (بي بّي)
انسحبت شركة بريتيش بتروليوم (بي بّي) التحالف العالمي للمناخ عام 1997 بعد أن صرحت بأن ظاهرة الاحتباس الحراري هي مشكلة تجب معالجتها، وبالرغم من أنها انضمت لاحقاً لجماعات الضغط على الحكومة الأسترالية كي لا تصادق على اتفاقية كيوتو في حال لم تفعل الولايات المتحدة ذلك، إلا أن الرئيس التنفيذي للشركة اللورد براون أعلن في خطاب له في مارس 2002 أن الاحترار العالمي مشكلة حقيقية ويحتاج لاتخاذ إجراءات عاجلة لمعالجته قائلاً إن «لا يمكن للشركات المؤلفة من أشخاص ذوي مهارات عالية ومدربين العيش في حالة إنكار للأدلة المتزايدة والتي جمعها المئات من أفضل العلماء حول العالم» درست شركة بريتيش بتروليوم في عام 2005 طريقة لعزل الكربون ضمن أحد حقول النفط ببحر الشمال عن طريق ضخ ثاني أكسيد الكربون فيها، واستمرت بقيادة رئيسها التنفيذي اللورد جون براون خلال عام 2006 باتخاذ مواقف رائدة بشأن تغير المناخ، كما خفضت انبعاثاتها التشغيلية من ثاني أكسيد الكربون بنسبة 10% وتستثمر مبلغاً وصل لـ 8 مليارات دولار من أجل دعم مجال الطاقة المتجددة على مدار السنوات العشر القادمة. أطلقت الشركة مؤخراً حملة «الهدف الصفري» في المملكة المتحدة من أجل تشجيع عملائها على تعويض انبعاثات سياراتهم عندما يملؤوها بالوقود.